# Mount-Royal-Nationalpark
Der Mount-Royal-Nationalpark ist ein Nationalpark im Osten des australischen Bundesstaates New South Wales, 187 Kilometer nördlich von Sydney und rund 50 Kilometer östlich von Muswellbrook.
Der Mount-Royal-Nationalpark enthält einen Teil der Barrington Tops Wilderness Area. Der Park ist Teil der Hochebene Barrington Tops und hat seit 1986 als Teil der Gondwana-Regenwälder den Status als UNESCO-Weltnaturerbe. Er grenzt im Norden an den Barrington-Tops-Nationalpark. Seit 2007 steht der Mount-Royal-Nationalpark auch auf der Liste des australischen Nationalerbes. Etwa 20 Prozent des Gebietes sind mit Regenwald bedeckt, der Rest ist Eukalyptuswald oder grasiges Waldland. Die höchsten Erhebungen der Mount Royal Ridge sind der Mount Royal in der Mitte, der Mount Paterson im Norden und der Mount Carrow im Süden.
In den Wäldern dieses Parks leben auch bedrohte Tierarten, wie zum Beispiel die Pseudomys oralis (engl.: Hastings River Mouse).